# Albimanus pentadactylus
Albimanus pentadactylus is een tweekleppigensoort uit de familie van de Periplomatidae. De wetenschappelijke naam van de soort is voor het eerst geldig gepubliceerd in 1935 door Pilsbry & Olsson.